# 익양군 (1488년)
익양군 이회(益陽君 李懷, 1488년 8월 7일(음력 7월 1일) ~ 1552년 2월 15일(음력 1월 21일))는 조선의 왕자로, 이름은 회(懷), 자는 순지(順之)이고, 시호는 순평(順平)이다. 성종의 9남이자 서7남으로, 생모는 숙의 홍씨이다.
중종 반정 후 정국원종공신(靖國原從功臣)에 책록되고 종부시제조, 종친부유사당상 등을 지냈다. 홍일동의 외손자로, 홍길동은 그의 서외종조부가 된다. 효종 때 의순공주를 대신 청나라에 인질로 보냈던 금림군 이개윤의 증조부이기도 하다.

## 생애
1488년(성종 19년) 7월 1일, 성종(成宗)의 아홉번째 서자로 민가에서 태어났으며, 어머니는 동지중추부사를 지낸 홍일동의 딸인 숙의 홍씨이다. 이름은 회(懷)이며, 명은 석수(石壽)이다.
1496년(연산군 2년) 익양군(益陽君)에 봉작되었고, 이후 첨지중추부사로 증 의정부좌찬성에 추증된 정문창(鄭文昌)의 딸 순천군부인(順川郡夫人) 연일 정씨와 가례를 올렸다.
연산군이 옥사와 사화를 일으켜 안양군과 봉안군을 죽이고, 다른 이복 형제들도 미워하거나 의심하자 익양군은 두문불출하고 거짓으로 우매한 척 행동하여 화를 피하였다.
1506년(연산군 12년) 중종반정에 협력하여, 반정이 성공하자 그해 말 정국원종공신에 책록되고 문소전제조(文昭殿提調), 연은전제조(延恩殿提調), 종부시제조(宗簿寺提調)를 겸임하고, 종친부의 유사당상(有司堂上)을 겸임하였다.
1510년(중종 5년), 모친상을 당하자 사직하고 3년상을 마쳤으며 1513년(중종 8년) 다시 익양군의 작위와 문소전, 연은전, 종부시 제조직과 종친부 유사당상직에 제수되었다.
1533년(중종 28년) 11월에는 산증(疝症)이 심해져 고생하자 중종이 직접 내의원 의원을 보내어 진료하게 하기도 했다.
1546년(명종 1년), 부인과 사별하였다.
1552년(명종 7년) 1월 21일 사망했다. 그가 죽자 명종은 3일간 조회를 정지하였다.

### 사후
사망 후 바로 순평(順平)의 시호가 추서되었다. 시신은 파주군 남면 오리동(南面五里洞) 기곡(基谷)마을(현, 파주시 조리면 장곡리 묘좌(卯坐)에 부인 연일정씨 묘소 오른쪽에 쌍분으로 매장되었으며, 신도비문은 의정부좌의정 김귀영(金貴榮)이 짓고, 주부 한호(韓濩)가 글을 썼으며, 직제학 김응남(金應南)이 비석에 새겼다.
묘소와 묘비, 신도비 등은 1984년 10월 25일 경기도 유형문화재 제121호로 지정되고 1987년 8월 17일 파주군청에서 묘소를 재정비한 뒤 비각을 세웠다. 한성부에 사당 순평사가 세워졌으나 대한민국에 와서 1965년 묘소인 경기도 파주시 조리면 장곡리 터골 묘 아래로 이전되었다.

## 가족 관계
| - 부왕 : 성종(成宗, 1457 ~ 1494) - 생모 : 숙의 홍씨(淑儀 洪氏, 1457 ~ 1510) - 누나 : 혜숙옹주(惠淑翁主) 이수란(李秀蘭) - 형 : 완원군(完原君) 이수(李㥞) - 형 : 회산군(檜山君) 이념(李恬) - 형 : 견성군(甄城君) 이돈(李惇) - 누나 : 정순옹주(靜順翁主) 이복란(李福蘭) - 남동생 : 경명군(景明君) 이침(李忱) - 남동생 : 운천군(雲川君) 이인(李𪬦) - 남동생 : 양원군(楊原君) 이희(李憘) - 여동생 : 정숙옹주(靜淑翁主) 이여란(李如蘭) | - 정부인 : 순천군부인 영일 정씨(順川郡夫人 迎日鄭氏) - 증(贈) 좌찬성(左贊成) 정문창(鄭文昌)의 딸 - 장남 : 용천군(龍川君) 이수한(李壽鷴, 1505년 6월 18일 ~ 1569년 2월 20일) - 며느리 : 군부인 청주 한씨(1504년 7월 14일 ~ 1566년 4월 3일) - 서원군(西原君) 한세창(韓世昌)의 딸 - 손자 : 청성군(淸城君) 이걸(李傑, 1525 ~ ?) - 손자 : 원성군(原城君 이탁(李倬, 1526 ~ ?) - 손자 : 화성군(花城君) 이준(李俊, 1528 ~ ?) - 손자 : 춘성부정(春城副正) 이위(李偉, 1529 ~ ?) - 손녀 : 이난업(李蘭業, 1530 ~ ?) - 손녀 : 이연업(李蓮業, 1538 ~ ?) - 손자 : 인성군(仁城君) 이경(李儆, 1540 ~ ?) - 손녀 : 이효업(李孝業, 1542 ~ ?) - 손자 : 기성군(箕城君) 이현(李俔, 1543 ~ ?) → 이복 형 봉안군의 외아들인 흥원군의 양자로 출계 - 장녀 : 이의환(李義環) - 사위 : 정지하(鄭之河) - 차남 : 광천군(廣川君) 이수기(李壽麒, 1510 ~ 1588) → 이복 남동생 전성군의 양자로 출계 - 3남 : 황양군(荒壤君) 이수린(李壽麟, 1512년 5월 10일 ~ 1541년 3월 14일) - 며느리 : 군부인 심난봉(沈鸞鳯, 1512년 1월 13일 ~ ?년 3월 26일) - 청송 심씨 심달원(沈達源)의 딸 - 손녀 : 순흥 안씨 판관(判官) 안광국(安光國)의 처(1528 ~ ?) - 손녀 : 연일 정씨 정의원(鄭義源)의 처(1532 ~ ?) - 손녀 : 청주 한씨 인의(引儀) 한광립(韓匡立)의 처 - 손자 : 청원군(靑原君) 이간(李侃, 1539년 ~ 1592) - 차녀 : 이계환(李桂環, 1513 ~ ?) - 사위 : 연안 이씨 군수(郡守) 이정수(李廷秀) - 외손녀 : 이의순(李義順, 1535 ~ ?) - 외손자 : 이윤(李贇, 1537 ~ 1603) - 외손녀 : 이인순(李仁順, 1540 ~ ?) - 외손자 : 이실(李實, 1541 ~ ?) - 외손자 : 이지(李贄, 1544 ~ ?) - 외손녀 : 이효순(李孝順, 1545 ~ ?) - 외손자 : 이현(李賢, 1549 ~ ?) - 외손녀 : 이정순(李正順, 1552 ~ ?) - 3녀 : 이필환(李畢環, 1515 ~ ?) - 사위 : 풍천 임씨 참의(參議) 임보신(任輔臣, ? ~ 1558) - 외손녀 : 임진가(任眞哥, 1532 ~ ?) - 외손자 : 임극(任克, 1537 ~ ?) - 외손자 : 임태(任兌, 1542 ~ ?) - 외손녀 : 임계진(任季眞, 1544 ~ ?) - 4남 : 장천군(長川君) 이수효(李壽鹿+孝, 1519년 5월 7일 ~ 1607년 1월 23일) - 며느리 : 양천 허씨(1520년 11월 14일 ~ 1593년 11월 4일) - 제양군(齊陽君) 허순(許淳)의 딸 - 손자 : 양성군(陽城君) 이륜(李倫, 1536 ~ ?) - 손녀 : 이해(李海, 1542 ~ ?) - 손자 : 금성도정(錦城副正) 이의(李儀, 1546 ~ ?) - 양첩 : 화순 최씨 - 서장남 : 단천군(丹川君) 이수곤(李壽鵾, 1548 ~ ?) - 며느리 : 판윤(判尹) 남치근(南致勤)의 딸 의령 남씨 - 며느리 : 첨지(僉知) 이조민(李肇敏)의 딸 용인 이씨 - 손자 : 구성부수(駒城副守) 이해(李偕, 1575 ~ ?) - 손자 : 용성부수(龍城副守) 이신(李伸, 1576 ~ ?) - 손자 : 덕성부수(德城副守) 이전(李佺, 1578 ~ ?) - 손자 : 죽성부수(竹城副守) 이현(李儇, 1585 ~ ?) - 며느리(측실) : 노비 옥개(玉介) - 서손자 : 순성령(順城令) 이길(李佶, 1570 ~ ?) - 서손자 : 학성령(鶴城令) 이주(李儔, 1572 ~ ?) - 서차남 : 화천부정(花川副正) 이수붕(李壽鵬, 1550 ~ ?) - 며느리 : 병사(兵使) 윤선지(尹先智)의 딸 파평 윤씨 - 서손녀 : 이의정(李義正, 1580 ~ ?) |